# Florimond Cornellie
Florimond Joseph Cornellie (Anvers, 1 de maig de 1894 - 1978) va ser un regatista belga que va competir a començaments del segle xx. Era fill d'Émile Cornellie.
El 1920 va prendre part en els Jocs Olímpics d'Anvers, on va guanyar la medalla d'or en els 6 metres (1907 rating) del programa de vela, a bord del Edelweiß, junt a Émile Cornellie i Frédéric Bruynseels.